# Sven Alkalaj

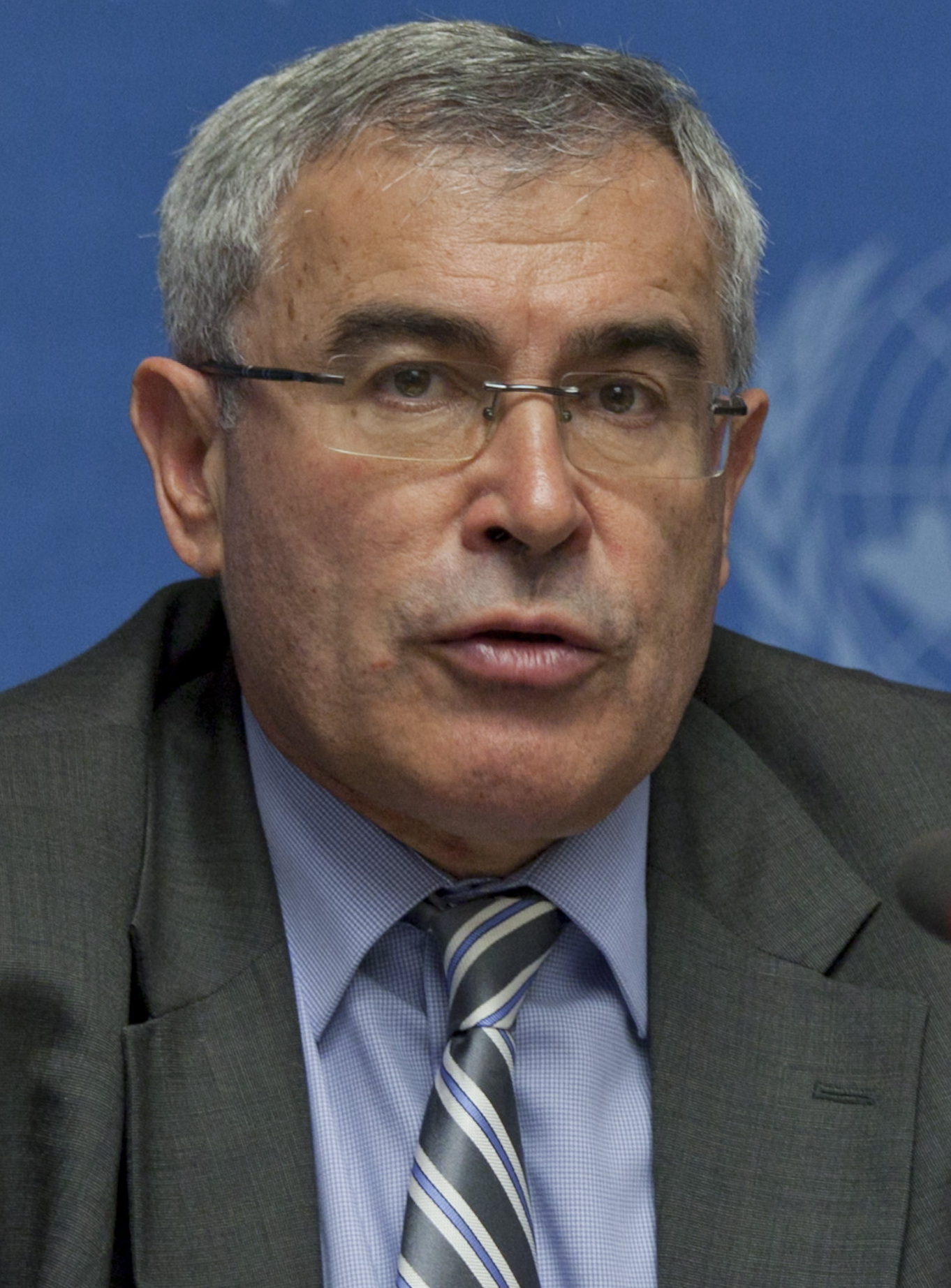
Sven Alkalaj 2012

Sven Alkalaj (* 11. November 1948 in Sarajevo) ist ein bosnisch-kroatischer Politiker und Diplomat.

## Leben

### Herkunft
Sven Alkalaj ist der Sohn eines bosnischen Juden und einer katholischen Kroatin. Seine Frau ist Muslimin. Er besitzt neben der bosnischen auch die kroatische Staatsbürgerschaft. Nach eigenen Angaben war dies der Wunsch der Mutter.

#### Ausbildung
Alkalaj hat zwei Universitätsabschlüsse. Bis 1974 studierte er an der Universität Sarajevo Maschinenbau. 1987 erreichte er einen weiteren Abschluss als Magister der Wirtschaftswissenschaften und der Internationalen Beziehungen. Darüber hinaus besuchte er 1999 Lehrveranstaltungen an der Harvard Business School in Boston.

## Tätigkeit in der Privatwirtschaft
Von 1975 bis 1985 arbeitete Alkalaj für das jugoslawisch-französische Joint Venture Petrolinvest, von 1985 bis 1988 für den jugoslawischen Konzern Energoinvest als Regionalmanager für den mittleren und Nahen Osten. 1988 wechselte er in die thailändische Filiale von Energoinvest nach Bangkok, wo er bis 1994 blieb.

## Diplomatische und politische Karriere
1994 wurde er zum Botschafter Bosnien und Herzegowinas in den USA ernannt. 2000 wechselte er ins Amt des Botschafters bei der Organisation Amerikanischer Staaten, die ihren Sitz in Washington, D.C. hat. 2004 wurde er Botschafter seines Landes in Belgien und bei der NATO in Brüssel. Dieses Amt übte er bis zu seiner Ernennung zum Außenminister unter Ministerpräsident Nikola Špirić im Februar 2007 aus.
2012 wurde Alkalaj von UN-Generalsekretär Ban Ki-moon zum Exekutivsekretär (Executive Secretary) der Wirtschaftskommission für Europa ernannt.
Alkalaj ist Mitglied der Partei für Bosnien und Herzegowina. Neben Bosnisch spricht er fließend Englisch und Französisch und verfügt über Spanischkenntnisse.